# Lord-lieutenant du Radnorshire
Ceci est une liste de personnes qui ont servi comme Lord Lieutenant du Radnorshire. Depuis 1715, tous les Lords lieutenant ont également été Custos Rotulorum of Radnorshire. L'office a été supprimé le 31 mars 1974 et remplacé par le Lord Lieutenant de Powys, Deputy Lieutenants du Radnorshire.

## Lord Lieutenants du Radnorshire jusqu'en 1974
- voir Lord Lieutenant du pays de Galles avant 1694
- Thomas Herbert, 8e comte de Pembroke 11 mai 1694 – 14 octobre 1715
- Thomas Coningsby, 1er comte Coningsby 14 octobre 1715 – 11 septembre 1721
- James Brydges, 1er duc de Chandos 11 septembre 1721 – 9 août 1744
- vacant
- William Perry 9 décembre 1746 – 13 janvier 1756
- Howell Gwynne 13 janvier 1756 – 12 juillet 1766
- Edward Harley, 4e Comte d'Oxford et comte Mortimer 12 juillet 1766 – 11 octobre 1790
- Thomas Harley 8 avril 1791 – 12 janvier 1804
- George Rodney, 3e baron Rodney 13 septembre 1804 – 1842
- John Walsh, 1er baron Ormathwaite 22 juillet 1842 – 21 avril 1875
- Arthur Walsh, 2e Baron Ormathwaite 21 avril 1875 – 12 septembre 1895
- Powlett Milbank, 2e baronnet 12 septembre 1895 – 30 janvier 1918
- Arthur Walsh, 3e baron Ormathwaite 5 avril 1918 – 20 janvier 1922
- Charles Coltman Coltman-Rogers 20 janvier 1922 – 19 mai 1929
- Charles Dillwyn-Venables-Llewellyn, 2e baronnet 20 juin 1929 – 10 août 1949
- Michael Dillwyn-Venables-Llewellyn, 3e baronnet 10 août 1949 – 31 mars 1974